# Помпано бич хајландс (Флорида)
Помпано бич хајландс (енгл. Pompano Beach Highlands) је градска четврт Дирфилд Бича и бивше пописом одређено насељено место је у америчкој савезној држави Флорида.

## Демографија
По попису из 2000. године број становника је 6.505.
| Група             | 2000.         | 2010.    |
| Белци             | 3.991 (61,4%) | 0 (0,0%) |
| Афроамериканци    | 594 (9,1%)    | 0 (0,0%) |
| Азијати           | 162 (2,5%)    | 0 (0,0%) |
| Хиспаноамериканци | 1.462 (22,5%) | 0 (0,0%) |
| Укупно            | 6.505         | 0        |